# Mijaíl Isakovski
Mijaíl Vasílievich Isakovski (en ruso: Михаи́л Васи́льевич Исако́вский; Glótovka, Smolensk, 19 de enero,  o (7 de enero CJ de 1900) - Moscú, 20 de julio de 1973) fue un poeta ruso laureado en dos oportunidades con el Premio Estatal de la Unión Soviética (1943, 1949), y Héroe del Trabajo Socialista (1970). Miembro del PCUS desde 1918.
Comunista desde edad temprana, escribió muchos poemas y canciones en alabanza del régimen; pero su canción más famosa es sin duda la más apolítica Katiusha. 

## Biografía

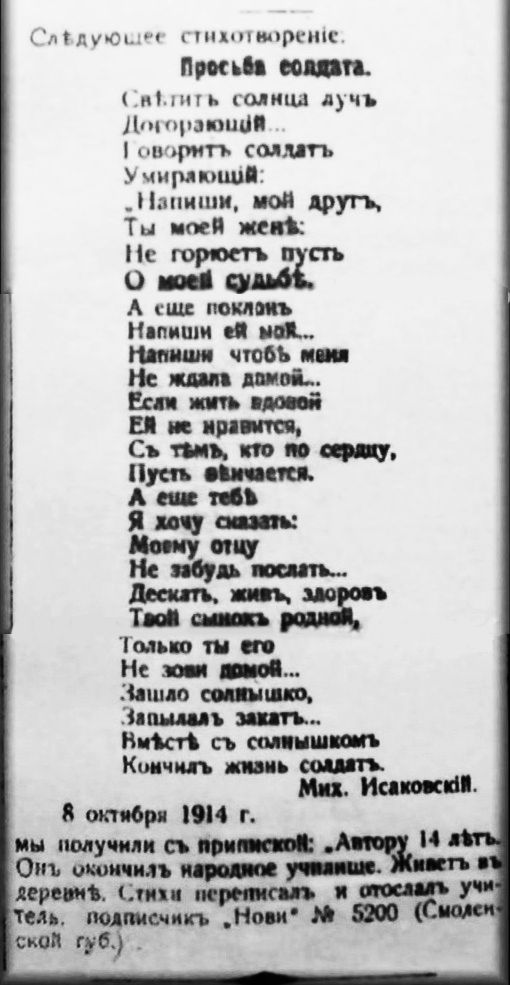
Primer poema de Mijaíl Isakovski La petición de un soldado publicado en el periódico Nov, 1914.

Mijaíl Isakovski nació en la aldea de Glótovka, uyezd de Yelnia, Gobernación de Smolensk, en una familia de campesinos pobres de la etnia rusa. Un sacerdote local le enseñó a leer y escribir. Su primer poema La petición de un soldado (Просьба солдата) fue publicado en 1914 en el periódico Nov (Новь). En 1918, se afilió al Partido Comunista de la Unión Soviética. Desde 1921 hasta 1931 trabajó en los periódicos de Smolensk.
En 1926, siendo el director de un periódico, ayudó a su joven y talentoso compatriota Aleksandr Tvardovski.
En 1927, se publicó su primer libro de poemas «Провода в соломе» (Cables en la paja) que resultó del agrado de Maksim Gorki. 

En 1931, dejó Moscú.
Muchos poemas de Isakovski fueron musicalizados. Los más famosos son Katiusha (Катюша) (música de Matvéi Blánter), Los enemigos quemaron mi casa nativa  (Враги сожгли родную хату) (música de Matvéi Blánter), En el bosque del frente (В лесу прифронтовом), Vuelan los pájaros migratorios  (Летят перелётные птицы), Acordeón solitario  (Одинокая гармонь), etc. 
Sus canciones Lo que fuiste es lo que eres (Каким ты был, таким ты и остался), y Oh, florece la kalina (viburnum; Ой, цветет калина) con la música de Isaak Dunaievski fueron utilizadas como banda sonora de la película Los cosacos del Kubán (Кубанские казаки, 1949) de Iván Pýriev.
La canción Los enemigos quemaron mi casa nativa (Враги сожгли родную хату) (1945), después de la publicación fue criticada oficialmente de "pesimismo" y no se imprimió o cantó hasta 1956.

Como resultado de la cooperación con Vladímir Zajárov, los poemas de Isakovski se transformaron en canciones que aparecen en el repertorio del Coro Piátnitski. Las más conocidas de ellas son A lo largo de la aldea (Вдоль деревни) Despedida (Провожанье), Y quién sabe? (И кто его знает). De acuerdo con Aleksandra Permiakova, directora musical del actual Coro Piátnitski, estas canciones hacen famoso al coro.
En dos ocasiones recibió el Premio Estatal de la URSS por sus canciones tan alegres (1943, 1949). En 1970, fue galardonado con el título de Héroe del Trabajo Socialista. También se le otorgó 4 órdenes de Lenin, y algunas otras órdenes y medallas. Publicó muchos libros de poemas, y además, el libro Acerca de la maestría poética (О поэтическом мастерстве). También es bien conocido por sus traducciones del ucraniano, bielorruso, y algunos otros idiomas. También aprendió esperanto.
Mijaíl Isakovski murió el 20 de julio de 1973, y fue sepultado en el Cementerio Novodévichi.

## Obras

### En antologías
- 1965: Poesía soviética rusa (traducción Nicanor Parra)